# Carl Meade
Carl Joseph Meade (Rantoul, 16 novembre 1950) è un ex astronauta statunitense.

## Onorificenze
Meade ha ricevuto le seguenti onorificenze:
- Hughes Fellow, California Institute of Technology
- Distinguished Flying Cross
- Intelligence Medal
- National Defense Service Medal
- Air Force Commendation Medal
- Defense Superior Service Medal
- Air Force Outstanding Unit Awards (2)
- NASA Group Achievement Award
- NASA Space Flight Medal
- NASA Exceptional Service Medal